# Higher Sharpnose Point
Higher Sharpnose Point är en udde i Storbritannien.   Den ligger i riksdelen England, i den södra delen av landet, 300 km väster om huvudstaden London.
Terrängen inåt land är lite kuperad. Havet är nära Higher Sharpnose Point västerut. Runt Higher Sharpnose Point är det ganska tätbefolkat, med 70 invånare per kvadratkilometer. Närmaste större samhälle är Bude, 8,6 km söder om Higher Sharpnose Point. 